# Камос (половецкий хан)
Камос (? — после 1147 года) — половецкий хан XII века, участник княжеских междоусобиц.

## Биография
Был сыном хана Оселука, вместе с братом Тюнраком был союзником князя Святослава Ольговича.
В 1146 году братья Осолуковичи вместе с тремястами всадников пришли на помощь Святославу в борьбе с Давыдовичами и приняли участие в междоусобной войне против Изяслава Мстиславича
В 1147 году братья снова присылали помощь примерно в 300 воинов, но уже с семьями. Теперь во главе войска стоял Василий Половчин, но братья всё равно потом к ним примкнули..